# 重文抑武
重文抑武，或重文輕武，是宋朝建立后，由宋太祖定下的国策，通過提拔文官及抑制武將，以達到中央集权的目的，后代的皇帝均遵守此方針。这被认为導致宋朝军事樍弱，在軍事上難以對抗遼朝、金朝及元朝，但亦有反驳的说法。

## 歷史
古代承平時期，因文官有正常升遷管道，較易受人尊重，如唐朝武后時期，就出現文官不願意轉任武職現象， 不復初唐才兼文武、出將入相的狀況。，唐玄宗亦云：「皇家
故事：諸衛大將軍共尚書交互為之，近日漸貴文物，乃輕此職。」通說宋代重文輕武，並拔高誇大，事實上明清兩朝，有過之而無不及，清代從一品武官提督其權勢難悍從二品文官巡撫，遑論更低階武官。
由于宋太祖赵匡胤通过兵变夺权建立了宋朝，且当时五代十国时期軍事政變夺权称帝的现象相当普遍，所以对武将非常不放心，采用杯酒释兵权的方式，用丰厚的待遇以解除他们对趙宋政权的潜在威胁。
此政策造成宋朝長期積弱不振，在面對遼和金的对峙中，由北宋時的守勢，到南宋時的屈辱求和，宋朝始終面臨強大外患的威脅。
終宋一代的皇帝均壓抑武將，讓文人掌軍，最終導致南宋被元朝所滅。
不过，宋代军人数目卻非常多。據學者研究，宋太祖時全國兵額僅為23萬人，但至宋仁宗時期已達到125萬人之多，而宋朝採募兵制，即使兵員老弱也照收不誤，並且沒有退伍制度。加之每遇荒年，政府常以招兵作為救濟的手段，導致軍人數量不斷上升，但素質卻非常低落。當時軍隊裡只要識字就可當軍官，素質佳者多為中央禁軍，地方與边防部分則很虛弱。
北宋全年收入有5/6適用在軍費上，但養兵百餘仍國勢不振，反而導致國家財政上的困難。

## 禁止民间拥有武器
宋朝对民间武器采取较为严格的管理，一般不允许使用带刃的器具。这是为了防止民变及兵变。